# Olympische Sommerspiele 1900/Leichtathletik – 2500 m Hindernis (Männer)
Der 2500-Meter-Hindernislauf der Männer bei den Olympischen Spielen 1900 in Paris wurde am 15. Juli 1900 im Croix Catelan entschieden. Die Streckenlänge ergab sich aus der Länge der Bahn im Stadion, auf der fünf Runden zu absolvieren waren. Auf jeder Runde waren eine Hürde, ein Graben und eine Mauer zu überwinden.
Olympiasieger wurde der Kanadier George Orton. Silber gewann der Brite Sidney Robinson vor dem Franzosen Jean Chastanié.

## Disziplin Hindernislauf bei Olympischen Spielen
Erstmals war ein Hindernislauf Teil des olympischen Leichtathletikprogramms. Die Strecke mit ihren Hindernissen war damals in keiner Weise standardisiert. So macht es keinen Sinn, irgendwelche Rekorde oder Bestzeiten aufzulisten. Bei den Spielen vier Jahre später in St. Louis wurde ein Hinderniswettbewerb über eine Distanz von 2590 Metern ausgetragen und auch in den Folgejahren gab es unterschiedliche Längen der Hindernislaufstrecke, bevor ab 1920 die bis heute übliche Distanz von 3000 Metern eingeführt wurde. In Paris stand noch ein zweiter Hindernislauf über 4000 Meter auf dem Programm.

## Medaillen
Wie schon bei den I. Olympischen Spielen vier Jahre zuvor gab es jeweils eine Silbermedaille für den Sieger und Bronze für den zweitplatzierten Athleten. Der Sportler auf Rang drei erhielt keine Medaille.

## Ergebnis

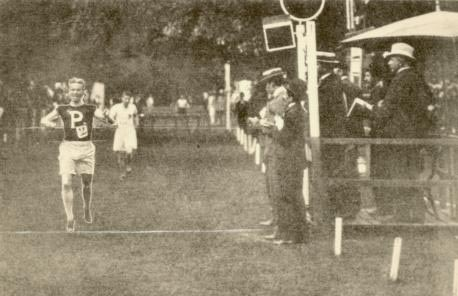
Finaleinlauf mit George Orton an der Spitze als Olympiasieger

Es gab nur sechs Teilnehmer, deshalb wurden keine Vorläufe angesetzt, der Wettbewerb wurde in einem Lauf entschieden.
| Platz | Athlet            | Land           | Zeit (min) |
| ----- | ----------------- | -------------- | ---------- |
| 1     | George Orton      | Kanada         | 7:34,4     |
| 2     | Sidney Robinson   | Großbritannien | 7:38,0     |
| 3     | Jean Chastanié    | Frankreich     | k. A.      |
| 4     | Arthur Newton     | USA            | k. A.      |
| 5     | Hermann Wraschtil | Österreich     | k. A.      |
| 6     | Franz Duhne       | Deutschland    | k. A.      |

Der Kanadier George Orton trat in diesem Rennen als Hindernisspezialist und klarer Favorit an. In den vergangenen Jahren hatte er zahlreiche Meisterschaften über unterschiedliche Hindernisstrecken gewonnen, war aber auch ein sehr erfolgreicher Mittelstreckler.
Der Österreicher Hermann Wraschtil und der Deutsche Franz Duhne fielen bald nach dem Start zurück. Zunächst bestimmten der Franzose Jean Chastanié und der Brite Sidney Robinson das Geschehen. Orton hielt sich lange zurück, ging erst auf der letzten Geraden nach vorn und gewann noch leicht. Robinson und Chastanié brachen zum Schluss ein und hatten zum Sieger zehn bzw. sechzig Yards Rückstand.

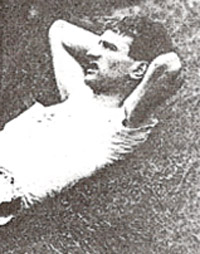
Der Olympiazweite Sidney Robinson
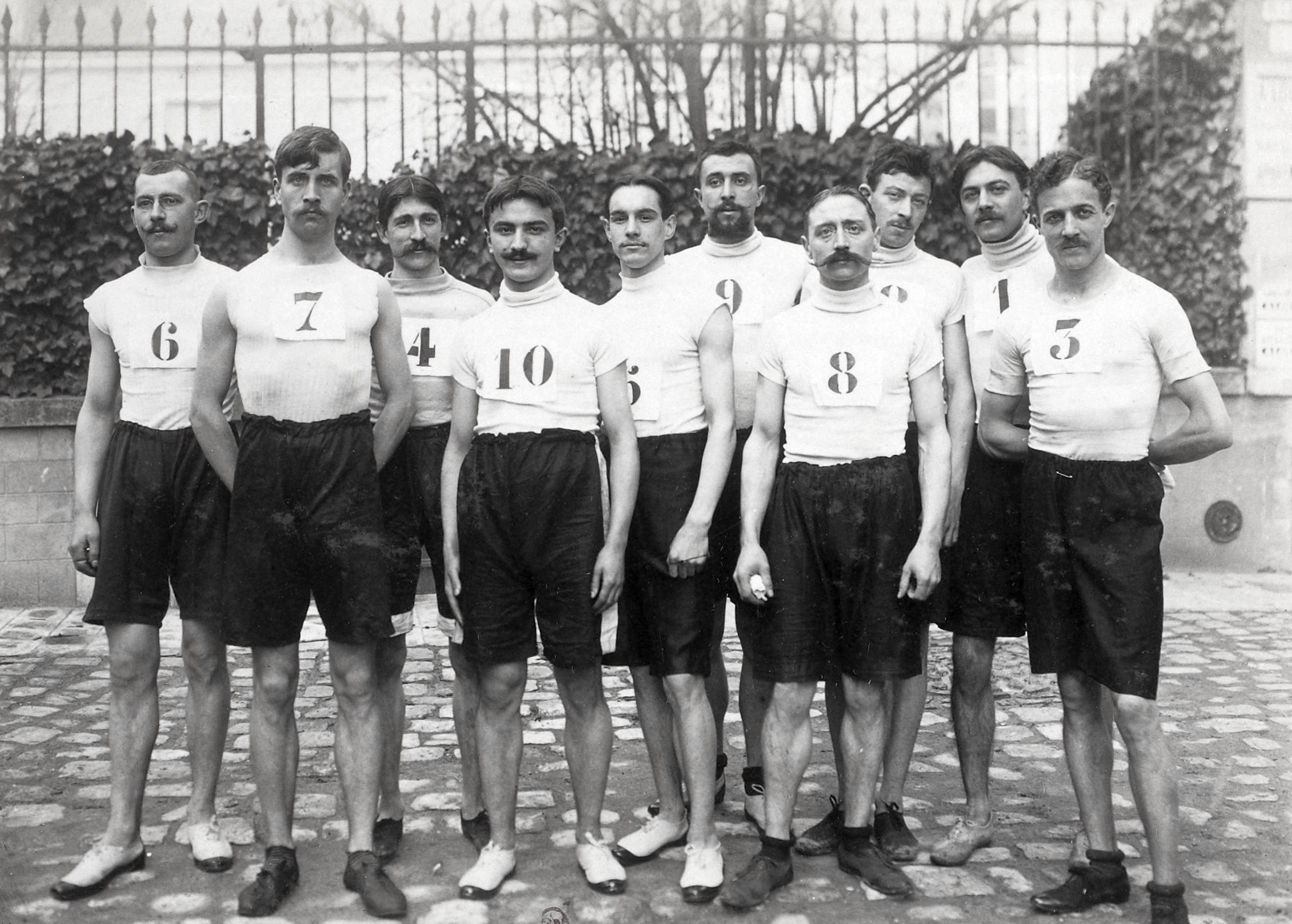
Der Olympiadritte Jean Chastanié – hier mit der Nummer 4 im Team des Racing Club de France im Jahre 1902
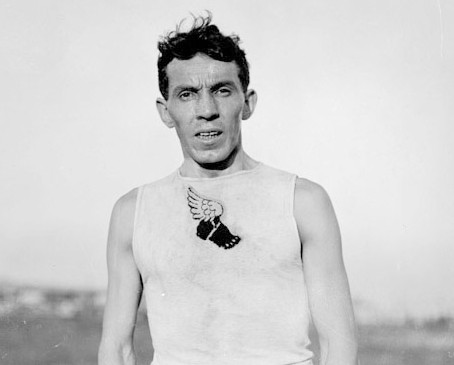
Arthur Newton, vier Tage später auf Rang fünf im Marathonlauf, kam auf den vierten Platz